# Robinson et le Triporteur
Pour plus de détails, voir Fiche technique et Distribution.
Robinson et le Triporteur est un film franco-espagnol réalisé par Jack Pinoteau, sorti en 1960. Il s'agit de la suite de Le Triporteur.

## Synopsis
Antoine est pauvre, Popeline fille d’un riche roi du pétrole. Ils veulent se marier mais le père de Popeline refuse cette union. Antoine décide de faire le tour du monde pour faire fléchir le père. Lors du voyage, il s’échoue sur une île déserte, c’est alors, qu’un beau jour, Popeline arrive sur l’île, vont-ils enfin connaître le bonheur ?

## Fiche technique
- Titre français : Robinson et le Triporteur
- Réalisation : Jack Pinoteau
- Scénario : Jack Pinoteau et Jacques Vilfrid
- Musique : Gérard Calvi
- Pays d'origine :  France |  Espagne
- Langue : Français
- Genre : Comédie
- Durée : 93 minutes (1 h 33)
- Dates de sortie : 
  - France : 3 mars 1960
  - Espagne : 29 avril 1963 (Madrid)
- Affiche : Jouineau Bourduge (France)

## Distribution
- Darry Cowl : Antoine Peyralout
- Béatrice Altariba : Popeline
- Alfredo Mayo
- Billy Kearns
- Don Ziegler : le père de Popeline